# Santiago Vidal
Santiago Vidal Casaretto (Montevideo, 6 maggio 1989) è un cestista uruguaiano.

## Carriera
Con l'Uruguay ha disputato i Campionati americani del 2015.